# Wolfgang Binswanger
Wolfgang Binswanger (* 8. Juni 1914 in Kreuzlingen; † 9. Februar 1993) war ein Schweizer Psychiater und Psychoanalytiker.

## Leben und Werk
Binswanger war der Sohn von Ludwig Binswanger. Nach dem Studium der Medizin in Zürich, München und Bern bildete er sich zum Facharzt für Psychiatrie und Psychotherapie FMH weiter. Sein Hauptaugenmerk galt der Weiterentwicklung psychotherapeutischer Ansätze und der Einführung neuer milieutherapeutischer Behandlungsmodelle.
1956 übernahm Binswanger von seinem Vater die Leitung des Sanatoriums Bellevue, die er bis 1979 innehatte. 1980 stellte er den Betrieb des Sanatoriums aus finanziellen Gründen ein. Der Hauptteil des Areals wurde in den 1990er Jahren für den Bau einer Wohnanlage genutzt.
Das «Binswanger-Archiv» (Verwaltungsakten, Teilnachlässe aus der Familie Binswanger) befindet sich seit 1986 im Universitätsarchiv Tübingen, die dort vorhandenen Bibliotheksbestände im Institut für Ethik und Geschichte der Medizin der Universität Tübingen.